# 14426 Katotsuyoshi
14426 Katotsuyoshi è un asteroide della fascia principale. Scoperto nel 1991, presenta un'orbita caratterizzata da un semiasse maggiore pari a 2,3246552 UA e da un'eccentricità di 0,1966199, inclinata di 4,74162° rispetto all'eclittica.